# 条纹龙胆
条纹龙胆（学名：Gentiana striata）为龙胆科龙胆属的植物，为中国的特有植物。分布在中国大陆的四川、甘肃、青海、宁夏等地，生长于海拔2,200米至3,900米的地区，见于山坡草地或灌丛中，目前尚未由人工引种栽培。
其种加词“striata”意为“有条纹的”。
现接受名为条纹华龙胆（Sinogentiana striata (Maxim.) Adr.Favre & Y.M.Yuan, 2014）。